# 한도계좌
한도계좌는 은행에서 신규로 입출금계좌를 만들때, 입금과 출금 한도를 제한하는 계좌이다. 은행마다 한도계좌의 한도는 다르지만, 보통 창구거래는 입금/출금/이체 300만, ATM(자동화기기)은 입금/출금/이체 100만원, 전자금융거래(인터넷, 스마트폰) 이체는 100만원이다 단 산업은행과 카뱅,토스는 온오프라인 모두 200만원까지다.
보이스피싱으로 인한 사기피해를 막기 위해 생긴 계좌이다. 보이스피싱을 완전히 막기는 어려우니, 범죄수익 자금을 모으는 계좌나 대포통장 등을 막겠다는 것이다. 2015년 모든 계좌 개설로 확대되었다.
정식 명칭은 금융거래한도제한계좌이지만, 이름이 길어서 보통, 금융거래한도계좌, 거래한도계좌, 한도계좌 등으로 줄여서 쓴다. 반대말은 일반계좌이며 은행에서비대면 개설시한도계좌로 나온다.

## 한도계좌 해제방법
은행 점포에 직접 찾아가서 대면으로 계좌를 개설하면, 은행원이 보통 목적을 물어서 조건을 맞추게 하여(직장유무, 자동이체 건수, 신용카드 개설, 카드사용액 등), 한도를 푼 계좌를 만들어준다.(조건을 못 맞추면 어쩔 수 없지만...) 이 조건을 맞추는 걸, 금융거래목적 확인이라고 한다.
하지만 비대면(인터넷/스마트폰)으로 계좌를 만들면 원칙대로 엄격하게 한도계좌가 적용된다.
은행마다 방법은 상이하지만, 4대보험 납부가 조회되거나 대출을 받는 경우는 비대면으로도 즉시 한도가 풀린다. 비대면(인터넷/스마트폰)으로도 문서를 제출(스크래핑)하여 한도를 푸는 것이다.
아니면 금융거래목적 증빙서류를 가지고 창구로 가면 바로 해제해준다.

### 금융거래목적 증빙서류
보통 다음과 같다. 아래 모든 서류가 필요한 것이 아니라, 보통 1개 정도 있으면 된다.
- 급여(월급) 입금 목적 : 재직증명서, 급여명세표, 근로소득원천징수 영수증, 소득금액증명원, 건강보험자격득실확인서, 고용(연봉)계약서, 입사 합격증, 사원증 등이 필요하다.

- 공과금 이체 목적 : 본인 명의의 고지서를 가지고 와서 자동이체를 하는 것이다. 보통 아파트관리비, 전기/수도/가스/전화요금 등이다.

- 신용카드 결제 목적 : 신용카드를 개설하거나, 한도계좌를 대금 결제계좌로 하는 것이다.

- 아르바이트 목적 : 근로계약서, 급여명세표, 고용주 사업자등록 사본 등이다.

- 연금 수령 목적 : 연금증서, 연금수급권 확인서, 국민연금 수급 증빙자료 등이다.

- 사업자 : 임대차계약서, 재무제표, 세금계산서, 납세증명원, 프랜차이즈 계약서, 인테리어공사/가구구입 대금영수증 등이다.

## 은행별 한도계좌 제한과 해제방법
아래에 있는 방법은 급여/사업/아르바이트 등의 거래목적 증빙서류 제출, 대출을 제외한 한도계좌 해제방법이다.

### 산업은행(2024년 8월 28일 부터는 지점에서만 해제가능)
한도계좌의 한도가 가장 넉넉하고, 해제도 쉬운편이다. 비대면 입출금통장이 월복리로 이자를 주고, 전국 ATM(자동화기기)이 은행 포함 편의점 등등까지 출금수수료가 무료이다.

#### 한도
인터넷/스마트폰/텔레뱅킹 거래, ATM(자동화기기) 거래 등이 모두 한도가 200만원이다.

#### 한도 해제
1달이 지나야 하고, 아래 2가지 중 1개를 만족하면 된다.
- 계좌에 입출금 내역이 10건 이상 찍혔을 때
- 한도계좌를 통해 예적금, 신탁, 산금채, 펀드 계좌를 하나 이상 가입했을 때

### 수협
3달 조건이 붙고, 특정 입출금통장은 전국 은행 ATM(자동화기기) 출금수수료가 무료이다.

#### 한도
수협은행(농협의 농협중앙회와 비슷), 회원수협(농협의 단위농협과 비슷) 모두 전자금융(인터넷/스마트폰) 100만원, ATM(자동화기기) 출금/이체 30만원이다.

#### 한도 해제
수협은행과 회원수협 모두 동일하다. 아래 3가지 중 하나를 만족하면 된다.
- 회원등급이 패밀리 이상일 때
- 3달이 지나고, 적립식예금(적금) 납입금을 3번 이상 내며, 잔액이 50만원 이상일 때
- 3달이 지나고, 거치식예금(정기예금)으로 500만원이상 넣었을 때

### 대구은행

#### 한도
영업점, ATM(자동화기기), 전자금융(인터넷/스마트폰/모바일뱅킹) 모든 거래가 모두 1일 100만원이다.

#### 한도 해제
모두 3달 지나야 하는 것이 해제 조건이다.
- 적금/주택청약을 자동이체로 3달 이상과 3번 이상 내고, 이체금액이 총 30만원 이상(초기 납입금 제외)
- 공과금을 자동이체로 3달 이상과 3번 이상 내기
- 신용카드 결제계좌를 한도계좌로 해서, 3달 이상과 3번 이상 결제일에 납부